# Curtitoma novajasemljensis
Curtitoma novajasemljensis é uma espécie de gastrópode do gênero Curtitoma, pertencente à família Mangeliidae.